# استونیفورد، شهرستان انتریم
استونیفورد (به انگلیسی: Stoneyford) یک روستا در بریتانیا است.